# Valentin Hochleitner

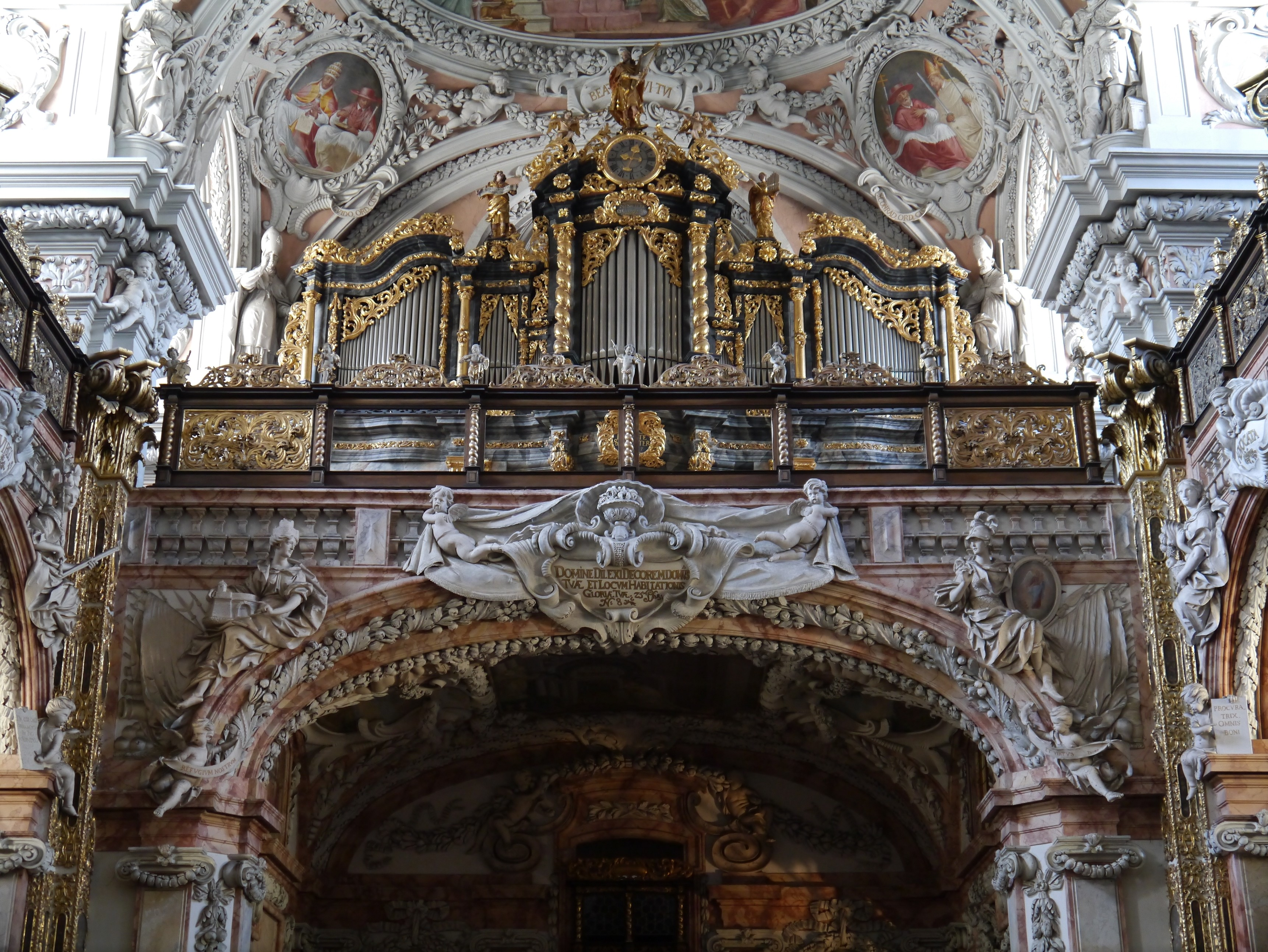
Orgel der Stiftskirche Schlierbach

Valentin Hochleitner (* 4. August 1717 in Passau; † 29. April 1797 in Spital am Pyhrn) war ein österreichischer Orgelbauer.

## Leben
Valentin Hochleitner war als Schullehrer, Organist und Orgelbauer tätig. Über seine Ausbildung als Orgelbauer ist sehr wenig bekannt, möglicherweise erlernte er das Orgelbauerhandwerk bei Johann Ignaz Egedacher (1675–1744), der in Salzburg eine Orgelbauwerkstätte betrieb. Als Organist im seinerzeitigen Stift Spital am Pyhrn scheint V. Hochleitner vor 1739 auf, ab 1739 war er als Lehrer in Windischgarsten bis 1763 tätig. Danach zog er nach Spital am Phyrn, wo er zuerst eine Stellung als Kammerdiener, dann ab 1766 als Bassist und Musiker erhielt, dort wirkte er auch als Organist.

## Werkliste
| Jahr | Ort             | Gebäude                    | Bild | Manuale | Register | Bemerkungen                                                |
| ---- | --------------- | -------------------------- | ---- | ------- | -------- | ---------------------------------------------------------- |
| 1749 | Spital am Pyhrn | Leonhardikirche            |      |         |          |                                                            |
| 1761 | Kalwang         | Filialkirche St. Sebastian |      | I/P     | 8        | [ 1 ]                                                      |
| 1763 | Schlierbach     | Stift Schlierbach          |      |         |          | Gehäuse erhalten, seit 1985 Orgel von Mathis               |
| 1769 | Landl           | Pfarrkirche Landl          |      |         |          | nicht erhalten, Orgel aus 1974 in neugotischem Gehäuse     |
| 1770 | Spital am Pyhrn | Stift                      |      |         |          | 1841 bei Brand zerstört, seit 1846 Orgel von Ludwig Mooser |
| 1779 | St. Gallen      | Pfarrkirche St. Gallen     |      | I/P     | 12       | Gehäuse 1902 nach Palfau abgegeben, dort erhalten          |
|      | Pasching        | Alte Pfarrkirche Pasching  |      |         |          | zugeschrieben                                              |